# Bistum Orlando
Das Bistum Orlando (lat.: Dioecesis Orlandensis) ist eine in den Vereinigten Staaten gelegene römisch-katholische Diözese mit Sitz in Orlando, Florida.

## Geschichte
Das Bistum Orlando wurde am 2. März 1968 durch Papst Paul VI. mit der Apostolischen Konstitution Cum Ecclesia aus Gebietsabtretungen des Erzbistums Miami und des Bistums Saint Augustine errichtet und dem Erzbistum Miami als Suffraganbistum unterstellt. Am 16. Juni 1984 gab das Bistum Orlando Teile seines Territoriums zur Gründung der Bistümer Palm Beach und Venice ab.

## Territorium
Das Bistum Orlando umfasst die im Bundesstaat Florida gelegenen Gebiete Brevard County, Lake County, Marion County, Orange County, Osceola County, Polk County, Seminole County, Sumter County und Volusia County.

## Bischöfe von Orlando
- William Donald Borders, 1968–1974, dann Erzbischof von Baltimore
- Thomas Joseph Grady, 1974–1989
- Norbert Mary Leonard James Dorsey CP, 1990–2004
- Thomas Wenski, 2004–2010, dann Erzbischof von Miami
- John Gerard Noonan, seit 2010